# Charles Girardet
Pour les articles homonymes, voir Girardet.
Charles Samuel Girardet, né le 24 novembre 1780 au Locle et mort le 16 janvier 1863 à Versailles, est un graveur et lithographe suisse, ayant effectué une grande partie de sa carrière à Paris.

## Biographie
Fils de Samuel Girardet, libraire-éditeur, et de Marie-Anne Bourquin, il est membre d'une fratrie de dessinateurs et graveurs comprenant Abraham, Abraham-Louis et Alexandre.
Il étudie la gravure avec ses frères et, en 1805, il rejoint à Paris, Abraham, qui l'aide financièrement à achever sa formation. En 1811-1812, il s'initie à la gravure sur pierre et illustre les Histoires de la Bible de Jean Hubner. De 1813 à 1822, il est actif au Locle.
Dès 1823, il est de retour à Paris, où il mène des recherches sur la gravure en relief sur pierre.
Premier prix de la Société d'encouragement à l'industrie nationale de Paris en 1831, il est médaille d'or de première classe pour l'application de la lithographie à la typographie l'année suivante.
Il a été le premier maître de Louis Léopold Robert.
Charles Samuel est le père de Karl Girardet et de Édouard Girardet (1819-1880), également dessinateurs et graveurs.